# Новик, Наоми
Нао́ми Яни́на Но́вик (англ. Naomi Janina Novik, род. 30 апреля 1973) — американская писательница-фантаст, работающая в жанрах альтернативной истории и военной фэнтези. Прежде всего известна как создательница книжной серии «Темерер» (англ. Temeraire), которая состоит из девяти книг.
Первый роман писательницы — «Дракон Его Величества» — получил премию Комптона Крука в 2007 году за лучший дебютный роман в категории «научная фантастика и фэнтези». Кроме того, писательница дважды номинирована на премию «Хьюго» за лучший роман в 2007 и 2016 году. В 2016 году роман «Выкорчеванная» (англ. Uprooted) получил премию «Небьюла» за лучший роман.

## Биография
Родилась 30 марта 1973 года в Нью-Йорке, США, выросла в Розлин-Хайтс. Новик — американка во втором колене; её отец Самуил Новик — еврейского происхождения, а мать Моника Новик (урождённая Карлович) — польского, оба эмигрировали из Восточной Европы до её рождения (отец из СССР, мать из ПНР). С детства проявила интерес к чтению, в шестилетнем возрасте прочитала «Властелина колец», а в семилетнем — книги Джейн Остин.
Изучала английскую литературу в Брауновском университете. Получила степень магистра компьютерных наук в Колумбийском университете. Перед тем как полностью посвятить себя писательской карьере, Новик участвовала в создании дизайна и разработке видеоигры «Neverwinter Nights: Shadows of Undrentide».
Первый роман писательницы — «Дракон Его Величества» — основал книжную серию «Темерер», написанной в жанре альтернативной истории про Наполеоновские войны. События происходят в фэнтезийном мире, где обитают драконы, которые принимают участие в воздушных боях. В 2007 году роман получил премию Комптона Крука, а также номинировался на премию «Хьюго» за лучший роман.
В сентябре 2006 года Питер Джексон рассматривал возможность экранизации книжной серии «Темерер», однако впоследствии закончился срок действия авторских прав, которые снова вернулись к Новик. Книги цикла также выходят в аудио формате. В сентябре 2007 года Новик награждена премией Джона В. Кэмпбелла в номинации лучший новый писатель-фантаст 2006 года.
Новик также написала роман «Чаща», события которого происходят в мире, вдохновлённом Королевством Польским. Книга получила премию «Небьюла» за лучший роман и премию «Локус» за лучший фэнтезийный роман.

## Благотворительная работа
Новик — одна из членов-эмеритов правления и учредителей в 2007 году «Организации трансформационных произведений» (англ. Organization for Transformative Works), некоммерческой организации, которая занимается продвижением фан-медиа, т. н. фанфиков.

## Личная жизнь
Новик замужем за бизнесменом и писателем Чарльзом Ардаем. Пара живёт в Манхэттене. В 2010 году у них родилась дочь Эвиденс Новик Ардай.

### Книжная серия «Темерер»
| Год  | Название                         | Название на русском                 | Серия   |
| ---- | -------------------------------- | ----------------------------------- | ------- |
| 2006 | His Majesty’S Dragon / Temeraire | «Дракон Его Величества» / «Темерер» | Темерер |
| 2006 | Throne of Jade                   | «Нефритовый трон»                   | Темерер |
| 2006 | Black Powder War                 | «Война чёрного пороха»              | Темерер |
| 2007 | Empire of Ivory                  | «Империя слоновой кости»            | Темерер |
| 2008 | Victory of Eagles                | «Победа орлов»                      | Темерер |
| 2010 | Tongues of Serpents              | «Языки змей»                        | Темерер |
| 2012 | Crucible of Gold                 | «Золотой горшок»                    | Темерер |
| 2013 | Blood of Tyrants                 | «Кровь тиранов»                     | Темерер |
| 2016 | League of Dragons                | «Лига драконов»                     | Темерер |
| 2020 | A Deadly Education               | «Смертельное образование»           |         |
| 2021 | The Last Graduate                | «Последний выпускник»               |         |
| 2022 | The Golden Enclaves              | «Золотые анклавы»                   |         |

### Самостоятельные романы
- Uprooted (2015) — «Чаща»
- Spinning Silver (2018) — «Зимнее серебро»